# Бачково
Бачково е село в Южна България. То се намира в община Асеновград, област Пловдив.

## География
Село Бачково се намира на 27 км от Пловдив и на 9 км южно от Асеновград и е разположено по двата бряга на река Чепеларска.

## История
Село Бачково е създадено през 1062 г. Недалеч от Бачково е и местността Черньовица, в която по времето на цар Иван Шишман е съществувала крепостта Черновица.

## Културни и природни забележителности
- Бачковски манастир, който е едно от възможните места, където Баязид I Светкавицата изпраща патриарх Евтимий след падането на Търново през 1393 година.

## Редовни събития
Всяка година на втория ден на Великден в местността Клувията (от гръцката дума κλουβί – клетка), разположена на югоизток от селото, се провежда събиране на селските родове. В чест на покровителката на Бачковския манастир Света Богородица, миряните пренасят чудотворната икона на Божията майка от манастирския храм до скалите при Клувията, за поклонение. Смята се, че след преминаване под иконата, Божията майка ще бди над здравето на божия раб.

## Галерия
- Бачковски водопад
- Село Бачково
- Бачковската костница
- Бачковската костница, страничен изглед